# Carl Immanuel Gerhardt

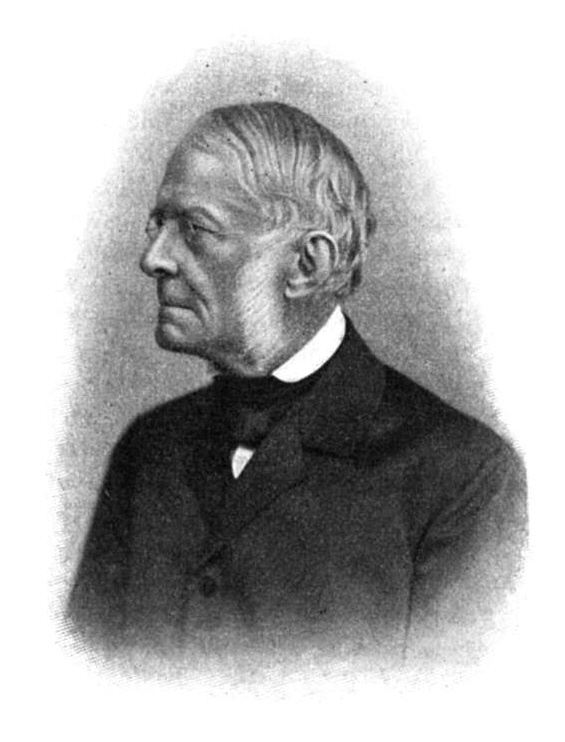
Carl Immanuel Gerhardt

Carl Immanuel Gerhardt (n. 2 decembrie 1816, Herzberg – d. 5 mai 1899, Halle) a fost un matematician german și specialist în istoria matematicii.
Este cunoscut în special pentru studiile sale asupra operei matematice și filozofice a lui Leibniz.
Astfel, în perioada 1849 - 1862 a editat operele acestuia în șapte volume.
În 1861 a devenit membru al Academiei de Științe din Berlin.
Cele mai importante scrieri ale sale sunt:
- 1815: Die Entdeckung der höhern Analysis ("Descoperirea analizei superioare");
- 1877: Geschichte der Mathematik in Deutschland ("Istoria matematicii în Germania").